# Edgardo Caminos
Edgardo Caminos es un deportista argentino que compitió en judo. Ganó dos medallas en el Campeonato Panamericano de Judo, plata en 1996 y bronce en 1998.

## Palmarés internacional
| Campeonato Panamericano | Campeonato Panamericano         | Campeonato Panamericano | Campeonato Panamericano |
| Año                     | Lugar                           | Medalla                 | Categoría               |
| ----------------------- | ------------------------------- | ----------------------- | ----------------------- |
| 1996                    | San Juan (Puerto Rico)          | Medalla de plata        | –56 kg                  |
| 1998                    | Santo Domingo (Rep. Dominicana) | Medalla de bronce       | –56 kg                  |